# Homer Simpson, This Is Your Wife
«Homer Simpson, This Is Your Wife» («Гомер Симпсон, это твоя жена») — пятнадцатая серия семнадцатого сезона мультсериала «Симпсоны». Премьера эпизода состоялась 26 марта 2006 года.

## Сюжет
Ленни приглашает своих друзей в Спрингфилде на вечеринку в его квартиру, где он говорит им, что он принял новую веру в виде нового плазменного телевизора. Гомер сразу же влюбляется в изображение высокой четкости, и начинается тратить всё своё время за просмотром телевизора в доме Ленни. Мардж отправляет Барта и Лизу, чтобы убедить его вернуться, но они тоже остаются в восторге. Через несколько дней Ленни прогоняет Гомера, и когда он возвращается домой, он больше не хочет смотреть свой обычный ЭЛТ-телевизор. Мардж говорит ему, что она ввела семью в конкурс, где первый приз – плазменный телевизор. Позже они звонят и обнаруживают, что вместо первого приза они выиграли третий приз: поездка на студию Fox Broadcasting Company. Там Гомер узнает о реалити-шоу, которое называется «Мама у руля», в котором матери двух семей меняются местами, и главный приз составляет достаточно денег, чтобы купить новый телевизор с плазменным экраном.
Гомер подписывает участие семьи в шоу. Мардж попадает в семью с хорошим, спокойным человеком по имени Чарльз Хитбар и его идеальным сыном, в то время как Гомер получает строгую жену Чарльза Верити. Чарльз оказался мужем, который не любит свою жену и постоянно говорит ей, что делает, поэтому он удивлен тем, что Мардж понимающая и добрая. Пока Мардж проводит своё время с Чарльзом, он начинает увлекаться ей. Тем временем Гомер, Барт и Лиза имеют серьёзные проблемы с Верити, которая дисциплинирует их и контролирует всё, что они делают.
Шарль пишет песню о любви для Мардж, которая, кажется, совершенно не замечает его, пока он не говорит ей, что он в неё влюблен. Она объясняет ему, что она любит Гомера и что он должен рассказать жене то, что он думает о ней. Он соглашается и решает вернуть Мардж Гомеру, а затем избавиться от Верити. Когда они прибывают в Спрингфилд, Гомер и дети приходят в восторг, увидев Мардж. Тем не менее, Верити уже решила оставить Чарльза и нашла нового партнёра: Пэтти, сестру Мардж. Они сблизились на своей ненависти к Гомеру и начинают оскорблять его. Когда обиженный Гомер угрожает голосовать за закон, который запрещает однополым парам усыновлять детей, Пэтти заламывает руку Гомеру, после чего он признаётся, что слишком ленив, чтобы сделать это. В конце эпизода Гомер играет на гитаре и выражает свою бессмертную любовь к своему недавно купленному плазменному телевизору и (в меньшей степени) к Мардж.